# Manuel Gutiérrez (cầu thủ bóng đá Nicaragua)
Manuel Salvador Gutiérrez Castro (sinh ngày 20 tháng 1 năm 1987) là một hậu vệ bóng đá người Nicaragua.

## Sự nghiệp câu lạc bộ
Anh từng thi đấu cho Diriangén trước khi gia nhập Managua vào tháng 1 năm 2012.

## Sự nghiệp quốc tế
Gutiérrez có màn ra mắt cho Nicaragua vào tháng 1 trong trận đấu tại Cúp bóng đá Trung Mỹ 2011 trước Belize và tính đến tháng 12 năm 2013, có tổng cộng 4 lần ra sân, không ghi được bàn nào. Anh từng đại diện quốc gia trong một trận đấu tại Vòng loại giải vô địch bóng đá thế giới và thi đấu tại Cúp bóng đá Trung Mỹ 2011.